# Ull de llebre
L'ull de llebre és un cep de raïm negre fruit de l'encreuament espontani de l'albillo mayor (varietat originària de Ribera del Duero) i la benedicto (originària d'Aragó). La primera referència escrita de la varietat es troba suposadament sota la forma plural las tempraniellas en el llibre Libro de Alexandre publicat al segle xiii i referint-se a la zona de Ribera del Duero. La següent menció es troba el 1513 en un llibre de l'agrònom Gabriel Alonso de Herrera sota la sinonímia d'Aragonés. El nom d'Aragonés prové de l'antiga Corona d'Aragó, mot que era utilitzat per descriure indistintament la garnatxa i l'ull de llebre.
Estudis recents situen el seu origen en una zona indeterminada entre La Rioja i Navarra.
Els raïms són de mida mitjana a gran, allargats, esfèrics, compactes i amb espatlles marcades. Les baies són de mida petita a mitjana, de pell gruixuda i de color negre blavós molt rics en tanins i antocians.

## Ampelografia
És una varietat de gran vigor i port alçat, de cicle curt i de brotada i maduració primerenca. Està catalogada amb el número 12.350 al Vitis International Variety Catalogue (VIVC), una base de dades de diverses espècies i varietats del gènere Vitis.

## Característiques agronòmiques
És una planta ben adaptada als climes frescs i de certa altitud, força resistent a la sequera. És sensible al míldiu, a malalties de la fusta i a la podridura negra. És molt sensible a l'oïdi, a les sequeres extremes i als forts vents. Els alts rendiments redueixen el color, la intensitat de la fruita i l'acidesa dels vins.
L'any 2008 hi havia plantades 206.988 hectàrees a l'estat espanyol, convertint-se en la varietat negra més estesa i la segona en termes absoluts només superada per la varietat blanca airén. També té certa presència a Portugal (17.000 Ha), Califòrnia (387 Ha), Argentina (6.568 Ha) i Austràlia (385 Ha).
A Catalunya es conrea principalment a la DO Penedès, DO Costers del Segre i DO Conca de Barberà. Al País Valencià té certa presència a la DO Utiel-Requena.

## Característiques enològiques
El raïm ull de llebre produeix generalment vins negres de color robí, tànnics i moderadament alcohòlics, molt adequats per envellir en bota. En nas destaquen les seves aromes a fruita vermella i negra madura (cireres i figues seques), fusta, fulles de tabac, pell i espècies. En boca són intensos, amb cos i molt elegants. També s'obtenen grans resultats mitjançant la maceració carbònica.

## Història
El nom d'ull de llebre prové de la forma arrodonida del seu gra, semblant a l'ull d'una llebre. Segons el Diccionari de ceps i raïms de Xavier Favà i Agud, el nom ull de llebre faria referència a una varietat blanca amb una taqueta al gotim, fet que causaria l'associació semàntica amb el menut ull d'una llebre. Avui en dia, però, s'utilitza únicament per referir-se a la varietat negra.
També s'utilitza el castellanisme tempranillo, tal com és conegut a La Rioja, nom que indica que la seva maduració és primerenca, diverses setmanes abans que la majoria de les varietats negres de la península ibèrica.

## Sinonímies
Aragón, Aragones, Aragonez (Alentejo, Portugal), Arauxa (Ourense), Botón de Gallo, Cencibel (Castella - la Manxa, Madrid, Aragó, Extremadura i Múrcia), Chinchillana (Extremadura), Escobera (Badajoz i Sud Amèrica), Garnacho Foño (Sud Amèrica), Grenache de Logrono, Jacibiera o Jacivera (Castilla la Mancha i Sud Amèrica), Negra o Negra de mesa, Piñuela (Toledo), Santo Stefano (Pisa, Itàlia), Tempranilla, Tempranillo de Rioja (Extremadura), Tinta de Nava (Rueda), Tinta del País (Ribera del Duero), Tinta de Toro (Castella - la Manxa), Tinta Madrid (León, Zamora, Ribera del Duero i Arribes), Tinta Roriz (Douro, Portugal), Tinto Aragónez (Burgos), Tinto de Madrid (Toledo, Cantabria, Salamanca, Sòria, Valladolid i Madrid), Tinto del País (Castella - la Manxa), Tinto Fino (Albacete, Madrid, Ribera del Duero i Extremadura), Valdepeñas (Napa Valley, Califòrnia), Verdiell (Catalunya) i Vid de Aranda (Burgos).